# Chris Chambers
Christopher Chambers, detto Chris, è un personaggio della novella The Body, appartenente al libro Stagioni diverse di Stephen King, e del film Stand by me - Ricordo di un'estate di Rob Reiner, impersonato da River Phoenix nel 1986.

## Scheda del personaggio
Nome: Christopher "Chris" Chambers.
Età: 13 anni.
Migliore amico: Gordon "Gordie" Lachance.
Famiglia: il padre è un alcolizzato e il fratello Eyeball Chambers (nella versione italiana del film Caramello Chambers) è un membro della banda dei Cobra.
Carattere: è il leader del gruppo, ma viene considerato un poco di buono per via della cattiva reputazione del resto della sua famiglia.

## Differenze del personaggio nel libro e nel film
- Nel libro è Gordie a litigare con Teddy Duchamp dopo che quest'ultimo ha cercato di schivare il treno, mentre nel film, è Chris a trascinarlo via dalle rotaie.
- Nel libro è presente un flashback in cui il personaggio salva per l'ennesima volta l'amico Teddy Duchamp. Mentre Teddy si arrampicava sul pino, un ramo si è spezzato e Chris (anche lui sull'albero) lo ha afferrato per i capelli ed è così che Teddy si è salvato.
- nel film Chris muore già avvocato, mentre nel libro muore a ventiquattro anni mentre completava gli studi. Inoltre, il regista Rob Reiner ha deciso che solo Chris sarebbe scomparso, mentre l'autore Stephen King ha deciso che tutti i ragazzi, tranne Gordie Lachance, sarebbero morti in gioventù.
- Nella novella di Stephen King è Chris a puntare la pistola contro Ace Merril e gli altri Cobra, mentre nel film Stand by me - Ricordo di un'estate è Gordie a farlo. Questo perché Rob Reiner ha voluto spostare il ruolo di eroe e protagonista da Chris a Gordie, affermando che quest'ultimo rispecchiasse di più sé stesso da giovane.